# Hurk
Het woord Hurk is een toponiem dat vooral voorkomt in Noord-Brabant. 
In Midden-Limburg komt het nauw verwante toponiem Horick voor, onder meer bij Nederweert. 
De betekenis gaat in beide gevallen terug op het middelnederlandse Hoornink wat "spits" of "hoek" betekent of letterlijk: "Iets hoorn-vormigs". 
Als betekenis in de toponiem kan men denken aan:
- Een ontginning met een wigvorm, of gelegen op een wegsplitsing of aan een scherpe bocht.
- Een afgelegen gehucht of buurtschap, op de grens van de toenmalige woeste gronden.
- Mogelijk is het woord ook wel in een algemenere betekenis gebruikt, dus voor een hoekje, plekje of gehucht in het algemeen.

Oude vormen zijn Hornic en Hornick. 
Elders in Nederland komen in ongeveer dezelfde bekenissen  toponiemen als Horn, hoorn, 't Horntje en de Heurne voor. 
Het woord komt in oost-Brabant veel voor in benamingen van buurtschappen en groepjes boerderijen, zoals Keienhurk, Paalhurken, Hurkse Loop, Kromhurken, Het Hurkske, Deelshurk enzovoort.
Afgeleid van dit toponiem vinden we in Oost-Brabant ook vele achternamen, zoals Van den Hurk en dergelijke.
Ook het Eindhovense bedrijventerren De Hurk/Croy is van dit toponiem afgeleid.